# Shi Zhiyong (1993)
Shi Zhiyong (10 de outubro de 1993) é um halterofilista chinês, campeão olímpico. 

## Carreira
Em 2015, participou de seu primeiro Campeonato Mundial. Após a fase do arranque, terminou em terceiro lugar, com 158 kg, ficando 2 kg atrás de Oleg Chen e Daniyar İsmayilov. No arremesso, levantou 190 kg, totalizando 348 kg, o que lhe garantiu a medalha de ouro tanto no arremesso quanto no total combinado, na categoria até 69 kg.
Em 2016, ele competiu nos Jogos Olímpicos de Verão de 2016 na categoria até 69 kg. Após a fase do arranco, estava em segundo lugar, com 162 kg, ficando apenas 1 kg atrás de Daniyar İsmayilov. No entanto, Shi conseguiu superar Daniyar İsmayilov por 2 kg na fase do arremesso, levantando 190 kg contra os 188 kg de seu adversário. Com isso, ele alcançou um total de 352 kg e conquistou a medalha de ouro olímpica.
Em 2018, a Federação Internacional de Halterofilismo reorganizou as categorias de peso, e Shi passou a competir na recém-criada categoria até 73 kg. No Campeonato Mundial desse ano, conquistou a medalha de ouro no arranque com um novo recorde mundial de 164 kg, abrindo uma vantagem de 8 kg sobre o segundo colocado. No arremesso, também levou o ouro ao superar Won Jeong-sik por 1 kg, estabelecendo um novo recorde mundial na modalidade com 196 kg. Com isso, venceu todas as provas e terminou com um total de 360 kg, 12 kg à frente do medalhista de prata, Won Jeong-sik.
No Campeonato Asiático de 2019, realizado em Liampó, Shi Zhiyong competiu na categoria até 73 kg e quebrou múltiplos recordes mundiais. No arranque, levantou 165 kg e, em seguida, superou a própria marca com 168 kg, estabelecendo novos recordes mundiais.
No Campeonato Mundial de 2019, Shi venceu novamente na categoria até 73 kg. Durante a fase do arranque, foi o último a tentar um levantamento, após Bojidar Andreev ter completado um levantamento de 157 kg. Com sua primeira tentativa de 160 kg, garantiu a medalha de ouro no arranque e ainda conseguiu levantar 163 kg em sua segunda tentativa e 166 kg, na terceira tentativa, estabelecendo um recorde mundial da categoria. No arremesso, ele começou com um levantamento de 190 kg, totalizando 356 kg. Após a última tentativa de O Kang-chol, Shi assegurou a medalha de ouro no total. Seu último levantamento foi um recorde mundial de 197 kg no arremesso, o que também lhe garantiu um novo recorde mundial no total combinado, com 363 kg.
Em dezembro de 2019, na Copa do Mundo de Tianjin, Shi competiu na categoria até 73 kg. Ele levantou 165 kg no arranque, conquistando a primeira colocação. No arremesso, estabeleceu um novo recorde mundial com 198 kg, totalizando 363 kg — igualando seu recorde mundial anterior no total combinado e garantindo mais uma vitória.
No Campeonato Asiático de 2021, disputado em Tasquente, Shi manteve seu domínio na categoria até 73 kg. Ele quebrou mais um recorde mundial no arranque ao levantar 169 kg e, no arremesso, repetiu a marca de 194 kg. Com um total de 363 kg, conquistou novamente a medalha de ouro.
Em 2021, competiu nos Jogos Olímpicos de Verão de 2020 na categoria até 73 kg. Ele estabeleceu um recorde olímpico tanto no arranque quanto no arremesso, com levantamentos de 166 kg e 198 kg, respectivamente, o que também lhe garantiu o recorde mundial, com 364 kg. Com essa vitória, tornou-se campeão olímpico em duas categorias de peso diferentes.
Em agosto de 2024, Shi competiu no evento masculino até 73 kg nos Jogos Olímpicos de Verão de 2024, realizados em Paris. Ele levantou 165 kg no arranco, assumindo a liderança com uma vantagem de 10 kg sobre o segundo colocado. No entanto, não conseguiu registrar uma tentativa bem-sucedida no arremesso.

## Principais resultados
| Ano                 | Lugar                                | Categoria       | Marca (kg) / pos. | Marca (kg) / pos. | Marca (kg) / pos. | Ref.            |
| Ano                 | Lugar                                | Categoria       | Arranque          | Arremesso         | Total             | Ref.            |
| Jogos Olímpicos     | Jogos Olímpicos                      | Jogos Olímpicos | Jogos Olímpicos   | Jogos Olímpicos   | Jogos Olímpicos   | Jogos Olímpicos |
| ------------------- | ------------------------------------ | --------------- | ----------------- | ----------------- | ----------------- | --------------- |
| 2016                | Rio de Janeiro, Brasil               | –69 kg          | 162 / 2           | 190 / 1           | 352 /             | [ 3 ]           |
| 2021                | Tóquio, Japão                        | –73 kg          | 166 / 1           | 198 / 1           | 364 /             | [ 9 ]           |
| 2024                | Paris, França                        | –73 kg          | 165 / 1           | Sem marca         | ---               | [ 10 ]          |
| Campeonato Mundial  |                                      |                 |                   |                   |                   |                 |
| 2015                | Houston, Estados Unidos              | –69 kg          | 158 /             | 190 /             | 348 /             | [ 2 ]           |
| 2018                | Asgabate, Turquemenistão             | –73 kg          | 164 /             | 196 /             | 360 /             | [ 4 ]           |
| 2019                | Pattaya, Tailândia                   | –73 kg          | 166 /             | 197 /             | 363 /             | [ 6 ]           |
| Campeonato Asiático |                                      |                 |                   |                   |                   |                 |
| 2012                | Pyeongtaek, Coréia do Sul            | –69 kg          | 144 /             | 180 /             | 324 /             |                 |
| 2016                | Tasquente, Usbequistão               | –77 kg          | 157 /             | 191 /             | 348 /             |                 |
| 2019                | Liampó, China                        | –73 kg          | 168 /             | 194 /             | 362 /             | [ 5 ]           |
| 2021                | Tasquente, Usbequistão               | –73 kg          | 169 /             | 194 /             | 363 /             | [ 8 ]           |
| Outras              |                                      |                 |                   |                   |                   |                 |
| 2019                | Tóquio, Japão Tokyo 2020 Test Event  | –73 kg          | 155 /             | 190 /             | 345 /             |                 |
| 2019                | Tramelan, Suíça 49th "Challenge 210" | –81 kg          | 150 /             | 180 /             | 330 /             |                 |
| 2019                | Tianjin, China World Cup             | –73 kg          | 165 /             | 198 /             | 363 /             | [ 7 ]           |
| 2023                | Doha, Catar IWF Grand Prix II        | –73 kg          | 160 /             | 180 / 8           | 340 /             |                 |
| 2024                | Phuket, Tailândia IWF World Cup      | –73 kg          | 165 /             | 191 / 5           | 356 /             |                 |

1. ↑  Edição de 2020 adiada para 2021
2. ↑  Edição de 2020 realizada em 2021

Recordes
Estabeleceu 13 recordes mundiais na categoria até 73 kg.